# Zhang Ziyi
Zhang Ziyi (en chino, 章子怡; pinyin, Zhāng Zǐyí; Pekín, 9 de febrero de 1979) es una actriz y modelo china varias veces premiada y acreedora a una nominación al Globo de Oro y a dos BAFTA, con éxitos de taquilla tanto en el cine chino como internacional. Ha trabajado con directores de renombre tales como Zhang Yimou, Ang Lee, Wong Kar-Wai, Seijun Suzuki y Rob Marshall. Zhang se dio a conocer internacionalmente por su actuación en la película Wò hǔ cáng lóng (2000), a la que siguieron muchas otras que aumentaron su prestigio: Rush Hour 2 (2001), Héroe (2002), La casa de las dagas voladoras (2004), 2046 (2004), Memorias de una geisha (2005), The Banquet (2006), The Cloverfield Paradox (2018) y Godzilla 2: el rey de los monstruos[2] (2019).

## Biografía
Zhang Ziyi es hija de Zhang Yuanxiao, un economista, y Li Zhousheng, una maestra.
Desde pequeña entró a una escuela de danza, y a los 15 años de edad ganó un concurso de danza nacional.
Estuvo comprometida con el economista israelí-estadounidense Aviv "Vivi" Nevo, sin embargo se separaron en 2010.
En 2015 se casó con el músico chino Wang Feng. La pareja le dio la bienvenida a su primera hija, Wang Xingxing, el 27 de diciembre del mismo año en los Estados Unidos. En abril de 2019 se anunció que estaba esperando a su segundo bebé, a quien le dieron la bienvenida en Año Nuevo. Ziyi es la madrastra de las dos hijas anteriores de Feng, Wang Manxi y Wang Jingyi. En 2023 se divorció de Wang.

## Carrera
Ziyi llegó a la fama cuando el director Zhang Yimou la contrató para la película El camino a casa (Wo de fu qin mu qin), una historia de amor juvenil acerca de una chica que se enamora del nuevo profesor del pueblo. La fuerza de su actuación agrada a los periodistas de su país, y menos de tres meses después es llamada a protagonizar Wò hǔ cáng lóng, aclamada por la crítica internacional, ovacionada en el Festival de Cannes y que se convierte en la película extranjera más taquillera en la historia de los Estados Unidos.
Desde entonces su figura se hace notable y es contratada para su primer largometraje estadounidense Rush Hour 2, junto al reconocido actor Jackie Chan.
En 2004 protagoniza La casa de las dagas voladoras, que le vale una nominación a mejor actriz en los premios BAFTA y de nuevo el reconocimiento internacional, por lo que es llamada por Rob Marshall para protagonizar junto a Ken Watanabe su producción Memorias de una Geisha, película por la cual obtiene su primera nominación al Globo de Oro. Después de esta destacada actuación, la actriz apareció en otras producciones como Horsemen (2008), Love for Life (2011), My Lucky Star (2013), Where's the Dragon? (2015), The Cloverfield Paradox (2018) y Godzilla 2: el rey de los monstruos (2019).
Ha participado en numerosos videos musicales, como los de los artistas Tian Zhen, Xie Xiaodong, Coldplay (Magic) o Wang Feng. 

## Filmografía

### Series de televisión
- Monarch Industry (2021)[15][16]

### Cine
- Touching Starlight (1996)
- El camino a casa (1999)
- Wò hǔ cáng lóng (El tigre y el dragón) (2000)
- Rush Hour 2 (2001)
- Zu Warriors: la leyenda (2001)
- Musa (2001)
- Hero (2002)
- Purple Butterfly (2003)
- Mi esposa es una gángster 2 (2003)
- 2046 (2004)
- La casa de las dagas voladoras (2004)
- Jasmine Women (2004)
- Princess Raccoon (2005)
- Memorias de una geisha (2005)
- The Banquet (2006)
- Tortugas Ninja jóvenes mutantes (2007)
- Mei LanFang (2008)
- The Legend of the Black Scorpion (2008)
- Los cuatro jinetes del apocalipsis (The Horsemen) (2009)
- Sophie's Dating Manual (2009)
- Los Imperfectos (2010) (Paragon)
- Love for Life (2011)
- Dangerous Liaisons (2012)
- The Grandmaster (2013)
- Better and Better (2013)
- My Lucky Star (2013)
- Wu Wen Xi Dong (2013)
- Love and Let Love (2014)
- Run for Love: Japan (2016)
- The Cloverfield Paradox (2018)
- The Climbers (2019)
- Godzilla 2: el rey de los monstruos[2] (2019)
- My Country, My Parents (2021)
- Avatar: El camino del agua (2022)
- The Great War (2023)

### Programas de variedades
- 2021: Happy Camp - invitada
- 2020: I Am An Actor Season 3 - mentora
- 2019: Viva La Romance Season 2 (妻子的浪漫旅行) - miembro
- 2018: I Am An Actor - mentora
- 2017: The Birth of an Actor - mentora
- 2014: Super Brain: Season 1 (ep. #5, 7) - invitada

### Revistas / sesiones fotográficas
- Marzo de 2020: Marie Claire China[17]
- Octubre de 2019: Elle China

## Embajadora
| Año  | Empresa | Notas             |
| ---- | ------- | ----------------- |
| 2019 | Chopard | Embajadora global |

## Premios y nominaciones

### Premios BAFTA
| Año  | Categoría               | Trabajo nominado       | Resultado |
| ---- | ----------------------- | ---------------------- | --------- |
| 2000 | Mejor actriz de reparto | Wò hǔ cáng lóng        | Nominada  |
| 2005 | Mejor actriz            | Memorias de una geisha | Nominada  |

### Globos de Oro
| Año  | Categoría            | Trabajo nominado       | Resultado |
| ---- | -------------------- | ---------------------- | --------- |
| 2005 | Mejor actriz - Drama | Memorias de una geisha | Nominada  |

### Sindicato de Actores
| Año  | Categoría    | Trabajo nominado       | Resultado |
| ---- | ------------ | ---------------------- | --------- |
| 2005 | Mejor actriz | Memorias de una geisha | Nominada  |

### Satellite Awards[18]
| Año  | Categoría            | Trabajo nominado       | Resultado |
| ---- | -------------------- | ---------------------- | --------- |
| 2005 | Mejor actriz - Drama | Memorias de una geisha | Nominada  |